# Szkolny chwyt
Szkolny chwyt (ang. Half Nelson) – amerykański film z 2006 roku w reżyserii Ryan Fleck.

## Fabuła
Szkolny chwyt to historia Dana Dunne’a, nauczyciela liceum na Brooklynie. Ideały i marzenia młodego pedagoga przegrały w starciu z brutalną rzeczywistością. Teraz Dan stara się nauczyć swych podopiecznych samodzielnego myślenia, stosując przy tym momentami niekonwencjonalne metody. Jednocześnie między nim a jedną z uczennic, która poznała tajemnicę Dunne’a, nawiązuje się szczera przyjaźń.
Za rolę Dana Dunne’a Ryan Gosling otrzymał nominację do Oscara w kategorii główna rola męska. Szkolny chwyt zwyciężał na festiwalach kina niezależnego, zdobywając m.in. laury na Sundance Film Festival prestiżowe Gotham Awards.

## Obsada
- Ryan Gosling jako Dan Dunne
- Anthony Mackie jako Frank
- Stephanie Bast jako Vanessa
- Deidre Goodwin jako Tina
- Nathan Corbett jako Terrence
- Denis O’Hare jako Jimbo
- Thaddeus Daniels jako sędzia sportowy
- Susan Kerner jako tancerka w motelu
- Bryce Silver jako Bernard
- Deborah Rush jako Jo
- Jay O. Sanders jako Russ
- Sebastian Sozzi jako Javier
- Tristan Wilds jako Jamal
- Tina Holmes jako Rachel
- Karen Chilton jako Karen

## Nagrody i nominacje
- Oscary 2007
  - Aktor w roli głównej – Ryan Gosling (nominacja)